# Пилея мягкая
Пилея мягкая (лат. Pilea mollis) — вид цветковых растений рода Пилея, семейства Крапивные.

## Описание
Пилея мягкая — кустистое стелющееся растение с гроздьями яйцевидных, зубчатых, текстурированных, темно-зеленых листьев (длиной до 3 дюймов) с темно-бронзовым оттенком и часто со светло-зелеными краями. Нижняя сторона листа обычно темно-красная. Крошечные розово-зеленые цветки в разветвленных кистях летом не особенно эффектны. Комнатные растения редко цветут и плодоносят.

## Распространение
Родной ареал: Колумбия и Венесуэла. Растет преимущественно во влажных тропических биомах.

## Таксономия
Pilea mollis Wedd., Arch. Mus. Hist. Nat. 9: 251 (1856).

#### Этимология
Pilea: родовое латинское наименование, от pileus = войлочная шляпка; из-за чашелистника, покрывающей семянку.
mollis: видовой эпитет означает «мягкий» или «с мягкими волосками».

#### Синонимы
Гомотипные (основанные на одном и том же номенклатурном типе):
- Adicea mollis (Wedd.) Kuntze (1891)

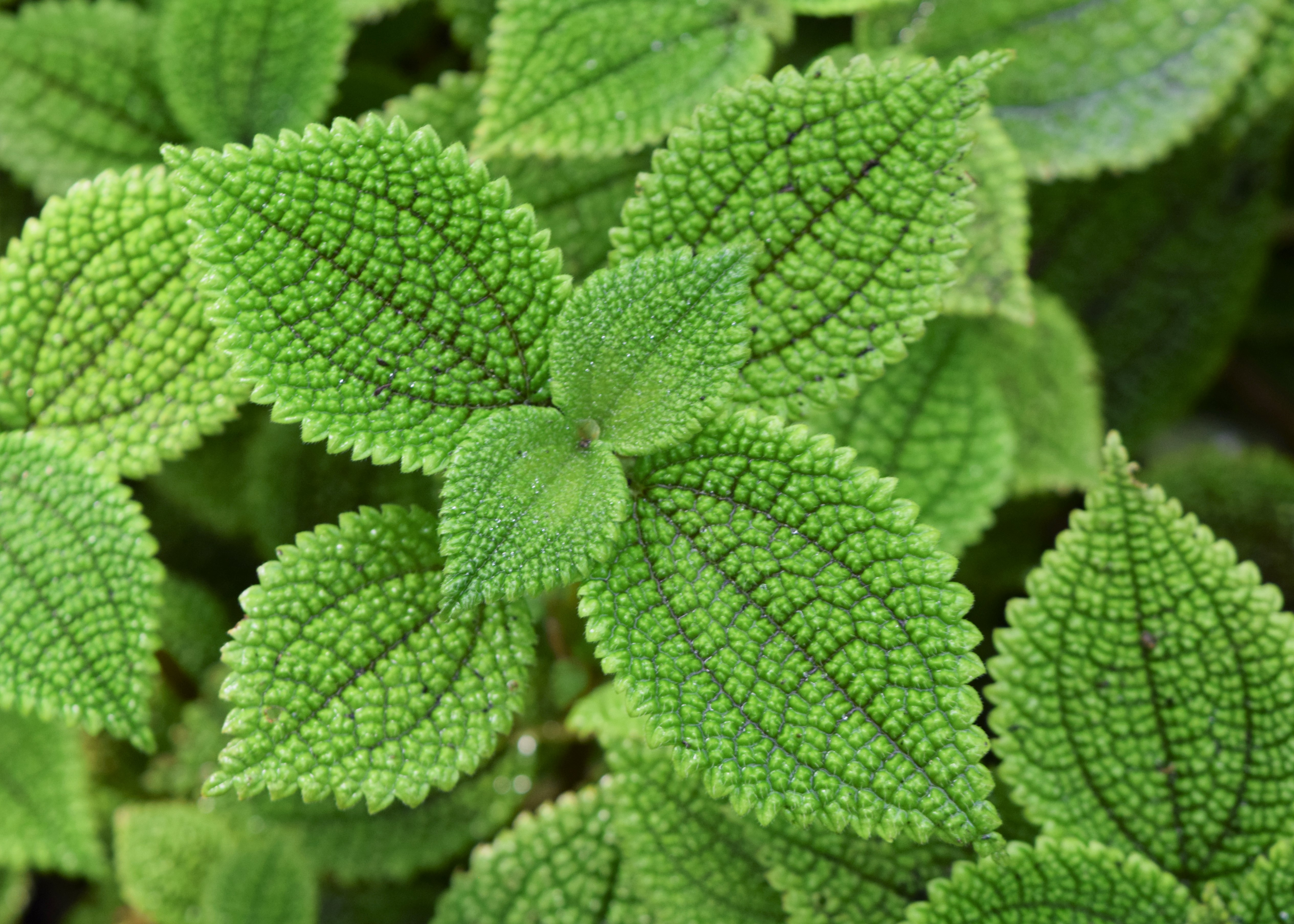
Листья
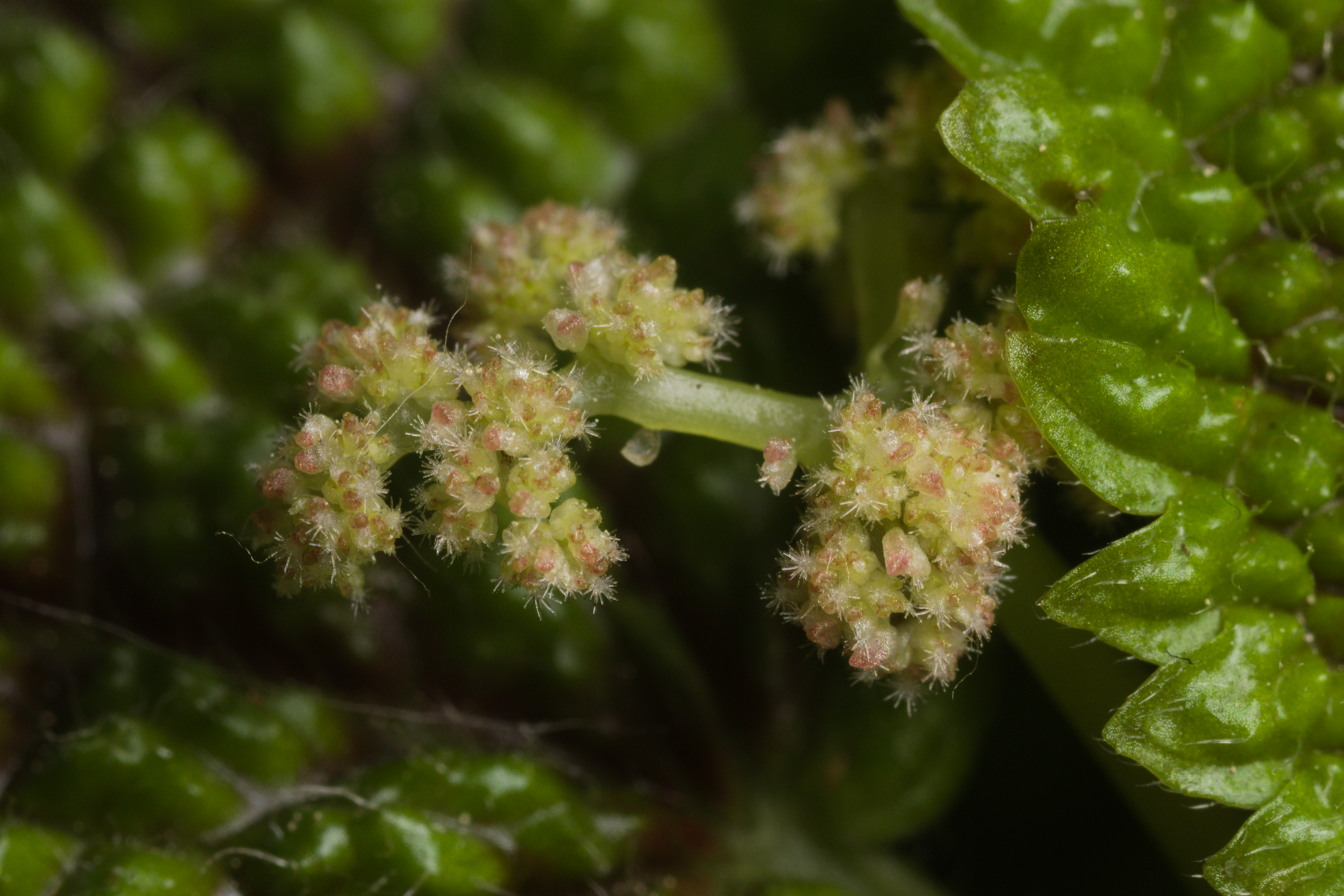
Соцветие